# Lantapan
Lantapan is een gemeente in de Filipijnse provincie Bukidnon op het eiland Mindanao. Bij de laatste census in 2007 had de gemeente ruim 51 duizend inwoners.
De populatie geregistreerd by the 2020 Census was 65,974. (volgens Philatlas én Engelse versie)

## Geografie

### Bestuurlijke indeling
Lantapan is onderverdeeld in de volgende 14 barangays:
| - Alanib - Baclayon - Balila - Bantuanon - Basak - Bugcaon - Capitan Juan | - Cawayan - Ka-atoan - Kibangay - Kulasihan - Poblacion - Songco - Victory |

## Demografie
Lantapan had bij de census van 2007 een inwoneraantal van 51.406 mensen. Dit zijn 9.023 mensen (21,3%) meer dan bij de vorige census van 2000. De gemiddelde jaarlijkse groei komt daarmee uit op 2,70%, hetgeen hoger is dan het landelijk jaarlijks gemiddelde over deze periode (2,04%). Vergeleken met de census van 1995 is het aantal mensen met 14.463 (39,1%) toegenomen.

De bevolkingsdichtheid van Lantapan was ten tijde van de laatste census, met 51.406 inwoners op 328,35 km², 156,6 mensen per km².